# سیارک ۳۸۷۱
سیارک ۳۸۷۱ (به انگلیسی: 3871 Reiz، نامگذاری:1982DR2) سه هزار و هشتصد و هفتاد و یکمین سیارک کشف شده‌است که در ۱۸ فوریه ۱۹۸۲ کشف شد.
قدر مطلق سیارک برابر ۱۲٫۰۰ است.